# Позбав мене від небуття
«Позбав мене від небуття» (англ. Springsteen: Deliver Me from Nowhere) — прийдешня американська біографічна музична драма про американського рок-співака, автора пісень і гітариста Брюса Спрінгстіна. Режисером фільму виступив Скотт Купер, який також написав сценарій, заснований на книзі Воррена Зейнса 2023 року, а роль Спрінгстіна зіграв Джеремі Аллен Вайт.

## Синопсис
Фільм розповідає про Брюса Спрінгстіна під час створення його шостого альбому, найбільш відвертого та особистого, який сильно відрізняється від його попередніх робіт. Спрінгстін записав «Небраску» якомога найскромніший, найменш метушливим способом — на чотиридоріжкову касету у своїй спальні в Нью-Джерсі. Це було за кілька років до того, як він і його E Street Band стали феноменом з альбомом «Born in the USA».

## Акторський склад
- Джеремі Аллен Вайт — Брюс Спрінгстін
  - Метью Ентоні Пеллікано — юний Брюс Спрінгстін
- Джеремі Стронг — Джон Ландау[en], менеджер та продюсер Спрінгстіна
- Стівен Ґрем — Дуглас Спрінгстін, батько Брюса
- Гебі Гоффманн — Адель Спрінгстін, мати Брюса
- Одеса Янг — Фей, любовний інтерес Брюса
- Пол Волтер Гаузер — Майк Бетлан, інженера звукозапису Спрінгстіна
- Джонні Канніццаро — Стівен Ван Зандт
- Марк Марон — Чак Плоткін[en]
- Девід Крамхолц — Ел Теллер, звукорежисер

## Виробництво
Проєкт вперше було анонсовано в березні 2024 року, і Брюс Спрінгстін та його менеджер Джон Ландау брали в ньому активну участь. Продюсерами виступають Скотт Стубер (його перший проєкт після того, як він залишив посаду директора з питань кіно в Netflix), Еллен Голдсміт-Вайн, Скотт Купер, Воррен Зейнс та Ерік Робінсон, а Купер також став режисеромта адаптував сценарій книжки Зейнса з однойменною назвою. Повідомлялося, що Джеремі Аллен Вайт веде переговори щодо головної ролі, а права на дистрибуцію має придбати компанія A24. Однак пізніше з’ясувалося, що студія 20th Century придбала фільм у запеклій конкурентній боротьбі з A24, приєднавшись до проєкту як фінансист і дистриб'ютор. У травні 2024 року стало відомо, що Джеремі Стронг веде переговори про роль Джона Ландау. Стронг підтвердив участь у жовтні 2024 року. У червні 2024 року до акторського складу приєдналися Пол Волтер Гаузер і Одеса Янг. У вересні Стівен Грем приєднався до акторського складу в ролі батька Брюса Дугласа Спрінгстіна, а Харрісон Гілбертсон і Джонні Канніццаро були додані наступного місяця. У листопаді 2024 року було оголошено, що до акторського складу приєдналися Марк Марон, Габі Гоффманн і Девід Крамхолц.
Основні зйомки розпочалися 28 жовтня 2024 року. Зйомки відбуваються в основному в Нью-Йорку та Нью-Джерсі, додаткові — в Лос-Анджелесі. 1 і 4 листопада 2024 року Спрінгстін спеціально відвідав знімальні майданчики в Рокавей і Байонн, Нью-Джерсі, де зустрівся з Вайтом. Також Спрінгстін відвідав знімальний майданчик в Есбері-парку 10 і 11 грудня.

## Випуск
Студія 20th Century планує випустити фільм у 2025 році.